# Dolnje Mraševo
Dolnje Mraševo je naselje u slovenskoj Općini Straži. Dolnje Mraševo se nalazi u pokrajini Dolenjskoj i statističkoj regiji Jugoistočnoj Sloveniji. 

## Stanovništvo
Prema popisu stanovništva iz 2002. godine naselje je imalo 29 stanovnika.